# Claes von Rettig
Pontus Claes Ove von Rettig, född 23 maj 1931 i Finska församlingen i Stockholm, död 4 maj 2013 i By församling i Dalarnas län, var en svensk regissör och dramatiker.

## Biografi
Claes von Rettig var son till fil. kand., författaren Göran von Rettig och Märta Larsson-Letzén (omgift Bendz) samt sonsons son till Fredric von Rettig. I unga år studerade han drama, regi och litteratur vid George Washington University i USA, varpå han läste i Lund och var med och grundade Studentteatern där. Han var kulturjournalist på Kvällsposten och Aftonbladet och var en vass teaterkritiker under 1960-talet i opposition mot Alf Sjöberg och Ingmar Bergman. Som regissör och dramatiker frilansade han i Sverige, Finland och Norge. Vid Sveriges Radio-TV, där han verkade under 1960-talet, regisserade han bland annat TV-produktioner med Beppe Wolgers. Han arbetade även som regissör på Stockholms Stadsteater. 
Sommaren 1977 arrangerade von Rettig och vissångerskan Margareta Söderberg Skeppsholmsfestivalen, en folkkulturfestival med stort internationellt deltagande och uppskattningsvis 50 000 besökare. Den följdes sedan av flera olika festivaler på Söder i Stockholm. 1984-1997 drev von Rettig och Söderberg Folkkulturcentrum och Blå teatern  på Skeppsholmen i Stockholm.
På Konnsjögården utanför Horndal i Dalarna drev Claes von Rettig och Margareta Söderberg från 1980-talet ett kulturcenter med kursverksamhet, föreställningar och konserter. Där skrev han och satte upp operan ”Bergslagskantaten” som skildrade de förtigna upproren i Dalarna genom tiderna. Föreställningen, som även visades på TV, turnerade under flera år i landet. 2009 arrangerade de den första Vildrosfestivalen på Konnsjögården, som sedan återkom 2010 och 2011.
Åren 1959–1979 var han gift med Kerstin Bertoft (född 1929) och fick två döttrar: konstnärerna Katrin (född 1959) och Clara (född 1961). Han var sedan sambo med ovannämnda Margareta Söderberg (född 1937) fram till sin död 2013.

## Teater

### Roller
| År   | Roll | Produktion                              | Regi         | Teater                     |
| ---- | ---- | --------------------------------------- | ------------ | -------------------------- |
| 1954 |      | Krönikan om Malmöhus Sigvard Mårtensson | Gunnar Ollén | Malmöhus slott             |
| 1960 |      | Ture Sventon i London Åke Holmberg      | Nils Olsén   | Stockholms skolbarnsteater |

### Regi i urval
| År   | Produktion       | Upphovsmän                       | Teater                                  |
| ---- | ---------------- | -------------------------------- | --------------------------------------- |
| 1959 | Vår tids hjälte  | Beppe Wolgers                    | Munkbroteatern                          |
| 1965 | Du grabbar, revy | Beppe Wolgers och Åke Söderqvist | Idéonteatern                            |
| 1965 | O                | Sandro Key-Åberg                 | Stockholms stadsteater på Lilla Teatern |
| 1973 | Albert och Anna  | Claes von Rettig                 | Norrköping-Linköping stadsteater        |